# 中華聯邦主義
中華聯邦主義，或稱中國聯邦主義，是指中國自近代以來各種主張聯邦制的政治思想，現今主要目的則是改變中國大陸現有的單一制政體，賦予各級地方政府充分獨立自治權並相互競爭以促進商貿與民主主義，使中國成為如美國或德國般實施聯邦制政體的共和民主國家。
此概念初見於民國初年，主要針對其時的軍閥割據問題，嗣因國民政府北伐而破滅。1990年代後，由於台海兩岸的分裂及對峙，有部分學者提倡聯邦制，以達成國家統一，並使地方政府的自治權得到完善保障。
各方所提出的國號有「大中華聯邦共和國」、「中華聯邦」、「中華聯合共和國」、「中華聯邦共和國」、「中華民主共和国聯邦」、「中華合衆國」、「新中國聯邦」等。但均僅停留在構想或學術研究，迄今無具體作為，也未獲得相關政府的支持。

## 历史

### 辛亥革命時期
辛亥革命期間，共計14省對清廷宣告獨立，惟當時對未來中國國號尚無一致意見，其中四川、廣西、貴州等省於獨立時，均以「大漢」為國號；貴州省諮議局在宣布獨立時，主事的張百麟與任可澄宣言將聯合各省成立「大漢聯邦民主共和國」。後來各省雖採孫中山所擬「中華民國」國號，惟對其英文譯名仍未統一，其中陳其美主導之滬軍都督府，曾使用過「United Provinces of China」（意為「中華聯合省」）的譯名。

### 聯省自治

#### 袁世凱執政時期
1912年1月1日，孙中山在其《臨時大總統宣言書》中，就闡述了联省自治这一问题上的态度：“国家幅员辽阔，各省自有其风气所宜。前此清廷强以中央集权之法行之，遂其伪立宪之术；今者各省联合，互谋自治，此后行政，期于中央政府与各省之关系调剂得宜。大纲既挈，条目自举。——是曰内治之统一。”
1919年，梁启超在其所写的《解放与改造发刊词》中，首次提出“联省自治”的政治主张，他写道：“一、同人确信旧式的代议政治，不宜于中国，故主张国民总须在法律上取得最后之自决权。二、同人确信国家之组织，全以地方为基础，故主张中央权限，当减到对外维持统一之必要点为止。三、同人确信地方自治，当由自动，故主张各省乃至各县各市，皆宜自动地制定根本法而自守之，国家须加以承认。”

#### 軍閥割據時期
1920年，在北京出現兩個聯合組織，即各省區自治聯合會和自治運動同志會。天津成立五省一區自治運動的聯合辦事處。上海成立旅滬各省區自治聯合會。1921年湖南省首先推出《湖南省憲法草案》，之後浙江、雲南、四川、廣東都制定出了省憲，湖北、廣西、福建、陝西、山西、貴州、江西、江蘇等省也都積極醞釀製憲自治。章炳麟稱這場聯邦主義運動為「聯省自治」。
联省自治运动的策动者是熊希龄，湖南督軍谭延闿第一个响应这个学说，谭和熊希龄有深厚的关系。1920年7月22日，譚延闓发表“还政于民”、“湘人自治”的通电，表示要“順應民情”，實行民治，“採民選省長制，以維湘局”。并获得浙江军阀卢永祥、广东军阀陳炯明等人响应。10月，章太炎应邀访问长沙，亲自策动鼓励谭延闿实行联省自治。11月2日谭延闿发表通电，提出联省自治，比一省自治更為進階。11月9日，章太炎在北京《益世报》上发表《联省自治虚置政府议》，表示支持。1922年1月《湖南省憲法》公布，先後得到四川、雲南、貴州、兩廣、浙江和奉天等省地方軍閥響應。1922年9月，胡適也主張“建立在省自治上面的聯邦的統一國家”。张东荪、丁世泽、潘力山等发表文章支持联邦制。
孫中山則認為聯省自治並不能推進民主，主張分權制、以縣為單位實施地方自治，故反對聯省自治，更認為聯邦制乃倒果為因之舉。1922年夏天，孫中山在广东韶關建立北伐大本營，組成聯軍欲進攻江西，开始统一中国的行动。廣東的陳炯明本人標榜“暫緩軍事”，“先立省宪”，於是兩人發生激烈衝突。最後孙中山回到广州，陳於1922年6月16日砲轟孫中山觀音山總統府，史稱六一六事變。孫中山在蔣中正、陳策等護衛下乘永豐艦離開廣州，退居上海。1926年蔣中正發動北伐戰爭，進入湖南，进而统一中国，聯省自治的主張遂不了了之。

### 中共早期主張

中華蘇維埃共和國西北聯邦國旗。

1922年7月，中国共产党在中国共产党第二次全国代表大会上提出用自由聯邦制，統一中國本部、蒙古、西藏、回疆，建立中華聯邦共和國。同时主张中国境内的少数民族享有民族自决权，可独立建国。
1935年5月30日，中国工农红军第四方面军的张国焘在四川茂县建立中华苏维埃共和国西北联邦，並分別在同年10月和1936年5月5日设立格勒得沙共和国（首府在西康绥靖城，今四川阿坝金川）及博巴人民共和国（首府在西康甘孜，今四川甘孜）兩個政治實體聯邦成員。
1945年6月，中国共产党第七次全国代表大会党章又重申“为建立独立、自由、民主、统一与富强的各革命阶级联盟与各民族自由联合的新民主主义联邦共和国而奋斗”的官方主张。

### 国共谈判时期
1945年底到1946年底的国共谈判时期，中国共产党要求在未来的中华民国宪法中明确规定，国家实行联邦制，各省可以制定省宪法。并要求中华民国总统由各省议会联合选举产生。这是中国共产党提出的联邦制方案。最终，国共決裂之后由中国国民党主持通过的《中华民国宪法》规定省县自治，各省制定自治法实行自治，但并不实行联邦制。1947年初，中共中央书记处书记周恩来在延安指出这部宪法限制地方自治，是独裁宪法。

#### 內蒙古自治政府

內蒙古自治政府旗。

國共談判期間，1947年在中国东北成立的内蒙古自治政府已經嘗試實踐联邦制下实现自治的构思。1947年10月《内蒙自治报》的专题文章曾论述道：
|  | 内蒙古的革命可以分为三阶段。第一阶段是争取自治运动的阶段，自治政府成立之前相当于这个阶段；第二阶段是内蒙古自治政府成立以及今后一个时期的阶段；第三阶段是未来的自由联邦阶段。……如果我们内蒙古人民同意，可以和汉民族和其他少数民族联合起来组成一个中华民主共和国联邦，在这个联邦的基础上，组建中央政府。 |

自治政府《施政纲领》中又规定：
|  | 内蒙古自治政府是内蒙古的蒙古民族各阶层联合内蒙古境内的各个民族，实施高度自治的民主政府；内蒙古自治政府是内蒙古各盟、旗的自治区域，是中华民国的组成部分；内蒙古自治政府充分保障蒙古民族的土地所有权，保护牧地。……合理解决汉人与蒙古人的土地关系，实行减租增资和互助活动，改善人民的经济生活；拥有独自的土地政策和发行独自货币的权利等。 |

在内蒙古自治政府成立的前夕，乌兰夫在向中共中央的提案中，提出建立少数民族的地方宪法、保留地方武装、拥有在国家正规军中组织由少数民族单独构成的军团的权利等建议。
自治政府實際上也實行了高度自治。其標誌為：
1. 屬有區土所有權。《蒙古自治政府施政綱領》明確規定「保護蒙古民族土地總有權之完整。保護牧場，保護自治區域內其他民族之土地現有權利。」蒙古族歷來沒有把土地私有化，土地屬於以旗為單位的貴族和平民所共有，因此《綱領》有「總有權」（土地總有是蒙古民族的總有，不是公有或國有）之說法。
2. 屬有自治地方武裝部隊。部隊名稱為「內蒙古人民自衛軍」。《綱領》規定：「建設與發展內蒙古人民自衛軍。人民自衛軍必須忠於民族，忠於人民，擁護政府……」
3. 屬有政府旗幟。自治政府打出了自己的旗幟。政府旗設計為紅、青、紅橫狀三條色，青色中央有鋤頭和套馬杆相交圖案，其上方有五角菱形紅星。鋤頭代表蒙古農民（也包括其他民族農民），套馬杆代表蒙古牧民，紅色象徵革命，青色象徵蒙古族。紅星代表內蒙古共產黨工作委員會，它的前身是內蒙古人民革命黨。

### 中華人民共和國時期
在1949年中華人民共和國建国之后，中国大陆采用单一制政体。中國共產黨一改過去立場，反对民族地区实行联邦制，另实行民族区域自治制度，并主张第十四世达赖喇嘛的西藏自治方案意在分裂国家。在香港和澳门问题上，中国政府设立特别行政区，以一国两制的方式解决，也希望以此一併解決台灣問題。此前的1983年，邓小平会见杨力宇时，他关于台湾问题的主张被归纳邓六条和一国两制。虽然邓小平的一国两制被指源于联邦制，但此后，联邦制和邓小平为了统一，可以更改中华人民共和国国号的论调未再被官方宣扬。中華聯邦主義只在民間層面得到討論，再無得到政府官方關注。而由于台湾问题久拖未决，中国官方形成“在‘一个中国’原则下，什么都可以谈”的论调。2002年，江泽民提出三个可以谈。2012年，国台办新闻发言人范丽青在回答更改国号的问题时，仍持“只要坚持一个中国，两岸之间什么都可以谈”的论调，但实际上，台海双方并无构建统一国家的实质谈判，中華民國政府也已多次明確拒絕一國兩制。
2009年12月25日，北京市第一中級人民法院以煽動顛覆國家政權罪判處異議人士劉曉波有期徒刑11年，剝奪政治權利兩年。一審判決書指控劉曉波在《零八憲章》中提出多項主張試圖煽動顛覆政府，其中一項即是「在民主憲政的架構下建立中華聯邦共和國」。

## 當代聯邦制構想
學界或民運人士曾提出下列多個聯邦制構想，均未獲得官方正面回應及支持。

### 中華聯邦共和國

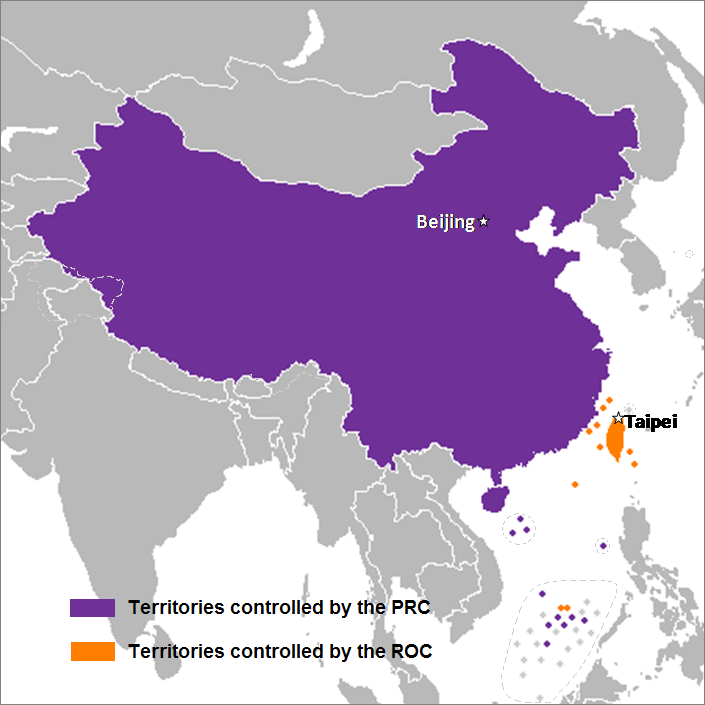
PRC（紫色）和ROC（橙色）實際管轄區域，中華人民共和國統治大陸地區及港澳地區，中華民國統治臺灣地區。島嶼標記為易於識別並非實際大小。

1922年的中国共产党第二次全国代表大会就提出来“用自由联邦制，统一中国本部、蒙古、西藏、回疆，建立中华联邦共和国”，1945年的中国共产党第七次全国代表大会党章又重申“为建立独立、自由、民主、统一与富强的各革命阶级联盟与各民族自由联合的新民主主义联邦共和国而奋斗”的官方主张。
1991年3月1日，中華民國立法委員朱高正成立以其為首的“中華社會民主黨”，主張建立中華聯邦共和國、實行責任內閣制。但該黨現已解散。
1994年，中國大陸流亡民運人士嚴家其等人撰寫《中華聯邦共和國憲法（建議性草案）》。
1998年2月，部分中國大陸人士成立“中國民主正義黨”，並提議建立大中華聯邦共和國。
2008年，中國異議人士劉曉波也曾在《零八憲章》中声称要「在民主憲政的架構下建立中華聯邦共和國」。
| “              | 18、聯邦共和：以平等、公正的態度參與維持地區和平與發展，塑造一個負責任的大國形象。維護香港、澳門的自由制度。在自由民主的前提下，通過平等談判與合作互動的方式尋求海峽兩岸和解方案。以大智慧探索各民族共同繁榮的可能途徑和制度設計，在民主憲政的架構下建立中華聯邦共和國。 | ” |
| ——《零八憲章》 | |   |

### 中華聯合共和國
這個名稱緣於United Republic of China，出自前中華民國國防部副部長林中斌。據2004年10月報導，他表示這是中国大陆智庫人員提出的想法，但他並未進一步說明細節，真實性不明，也無後續發展。
2011年1月，澳洲悉尼南天寺舉行之「南天會談」中，北京大學國際關係學院國際政治系主任李義虎亦提及坦桑尼亞聯合共和國中坦噶尼喀和桑给巴尔之間「一國兩憲」的關係，可做「一中兩憲」的參考。
2011年2月，香港《中國評論》轉載吉林大學哲學系碩士生王貞威文章，以學術論文形式討論坦桑尼亞模式的可行性——由大陸部分的坦噶尼喀和海島部分的桑給巴爾兩個共和國聯合為一個類聯邦（但實際上單一制）國家，後者繼續保有政府、議會，民選總統；用此國號可以代表兩岸平等共組新國家。  

### 中華國聯
此為1982年由臺灣學者張旭成（後曾任立法委員）提出，主張在一個國聯內部，兩個政權實體能夠並存、分離，在經濟和外交上可以建立關係。此模式的實質，是在“中華國聯”的名義下，承認兩岸彼此分別為主權地區，且加入或退出國聯均依自由原則，沒有法律約束。之後，前司法院長林洋港於1996年到上海會見海協會會長汪道涵時，曾向汪道涵建議，未來追求統一時，臺灣以臺灣自治邦（dominion or free state）的身分加入；林洋港認為，臺灣與中国大陆在這樣的安排下，「彼此是自治的地區，地位平等，無論是內政還是外交上，不相互從屬，然以中國名號下統一，各為國協的成員。中國國家主席是國協的領袖。」

### 中華邦聯
此案最初為1984年10月12日，中華民國立法委員費希平提出“大中國邦聯（Confederation States of China）”模式，該構想基本特徵有三：⑴各邦有其獨立的內政和外交、國防，在各邦之上沒有最高權力機構；⑵邦聯盟約的制定與修正，必須經各邦同意；⑶各邦有權退出邦聯。費希平說：「臺灣與大陸在邦聯盟約之下和平競爭，經過十年、二十年、也許五十年，人民在生活體驗中自然會比較出來究竟是哪種制度適合中國，然後以公投解決中國統一問題。這才是『以三民主義統一中國』的最佳途徑。」
1998年，彭明在北京成立「中國發展聯合會」，主張以「中華邦聯」實現兩岸和平統一。2001年，國民黨主席連戰再次提出以“邦聯制”實現兩岸統一的模式，並列為國民黨16大政綱草案。
學術界方面，2001年6月，朝陽科技大學廖顯謨於《朝陽學報》第6期發表〈“大中華邦聯”：理想主義與現實主義的妥協〉建議兩岸先同意成立「大中華邦聯」完成形式上的統一；2003年，石齊平在大前研一《中華聯邦》第四章之後，以評論文章方式發表之〈中華邦聯：臺灣的出路？〉一文則認為，「中華聯邦」短期內可能性不高，「中華邦聯」倒還有討論與思考的空間。

### 中華聯盟
這個名稱經周陽山在〈統合論的幾種抉擇〉整理，參考蘇聯成立初期或歐盟之設計，提出以「一個主權，兩岸共享」、「一個中國，多元體制」的原則，混合單一制省份、民族自治區、國防外交由中央掌握的港澳特區、保留自主國防及部分外交空間的臺灣，建立「四重聯盟」。

### 華夏共同體
這個名稱本為史學上對先秦時期中國文化的用語，2002年美國奧克拉荷馬大學王蒼黎在清華大學及北京大學擔任訪問學者時，提出建立以漢字文化為基礎之「華夏共同體」，具體三個步驟為：首先實現臺灣與大陸的統一；然後在大陸、臺灣、香港、澳門實現自由貿易及統一貨幣；最後在大陸、臺灣、香港、澳門、新加坡、越南、大韓民國、朝鮮民主主義人民共和國、日本和蒙古國十個國家和地區建立自由貿易區與統一貨幣。

### 中華聯邦
這個名稱起於日本管理學家大前研一2003年在《中華聯邦》一書中提出的「中華聯邦論」，該論主要根基於經濟與文化的統合，模糊政治上的對立，其英文對應譯名為United States of Chunghwa或Commonwealth of Chunghwa。由於此概念著重於經濟與文化之共同性，故並不排斥新加坡、日本、韓國等國融入之可能性。「日圓先生」榊原英資所提「漢字東亞經濟體」之說，亦為此類之變體。

### 大一中架構
2014年5月27日，由前民進黨主席施明德、前中華民國國家安全會議秘書長蘇起、前海基會董事長洪奇昌、前海基會副董事長焦仁和、前陸委會主委陳明通、前中華民國外交部部長程建人、淡江大學中國大陸研究所所長張五岳等七人在其共同發表的《處理兩岸問題五原則》宣言中共同提出。施明德等人希望用這個架構來取代一中原則。其旨為：兩岸政府之上共組一個「不完整的國際法人」。

### 華夏邦聯
這個名稱由香港學者陳雲提出，主張中國大陸、台灣、香港、澳門與日本、大韓民國、朝鮮民主主義人民共和國、越南、新加坡、琉球群岛等漢字文化圈國家以至南洋諸國締結成華夏邦聯。

### 新中國聯邦

新中国联邦旗。

2020年6月4日，「六四事件」31週年，流亡美國的中國富豪郭文貴，與曾在川普政府任職的前白宮首席策士班農 （Steve Bannon），在紐約哈德遜河上以自由女神像為背景直播，共同發表建國宣言，宣佈成立「新中國聯邦」（New Federal State of China），誓言要推翻中国共产党。中國前足球名將郝海東、前世界羽毛球冠軍葉釗穎也作為特別嘉賓現身。

## 反對
孫文在中國民初軍閥時代，被主張聯省自治及南北議和和平統一全中國的陳炯明打敗後，指出中國不能實行美國的聯邦制，因為中美國情和歷史發展不同。孫文在其著作《三民主義》有言：「將本來統一的中國變成二十幾個獨立的單位，像一百年以前的美國十幾個獨立的邦一樣，然後再來聯合起來。這種見解和思想，真是謬誤到極點，可謂人云亦云，習而不察。像這樣只看見美國行聯邦制度便成世界頂富強的國家，我們現在要中國富強也要去學美國的聯邦制度，就是象前次所講的歐美人民爭民權，不說要爭民權，只說要爭自由平等，我們中國人此時來革命也要學歐美人的口號說去爭自由平等，都是一樣的盲從！都是一樣的莫名其妙！……我們現在東亞處於此時的潮流，要把「聯邦」二個字用得是恰當，便應該說中國和日本要聯合起來，或者中國和安南、緬甸、印度、波斯、阿富汗都聯合起來。因為這些國家向來都不是統一的，此刻要亞洲富強，可以抵抗歐洲，要聯成一個大邦，那才可以說得通。至於中國的十八省和東三省以及各特別區，在清朝時候已經是統一的，已經是聯屬的。我們推翻清朝，承繼清朝的領土，才有今日的共和國，為什麼要把向來統一的國家再來分裂呢？」因而主張「聯俄容共，團結工農」，希望能統一分裂的中國。然而，反對左翼意識型態的歷史學研究人陳定炎批駁了這個説法，他聲稱孫中山把「集权」曲解为「统一」，又把「分权」曲解为「分裂」，導致其錯誤地把聯省自治論解釋為主張把一個國家分裂為多個國家的理論，陳定炎聲稱陈炯明是一個受到流行於英國國內及美國國內的自由主義所影響的知識份子，並且聲稱陈炯明希望仿照美利堅合眾國的形式建立中華合眾國。
2003年，時任中華民國總統陳水扁在總統府以茶會款待來台參加「國際國會議員亞太地區安全會議」的各國六十餘位國會議員時，宣稱聯邦制比一國兩制「更糟糕」。
台灣獨立運動者反對任何形式的兩岸統一，包括聯邦制；而中国大陆基于“和平统一，一国两制”的两岸大方向政策上，亦反对联邦制。

## 备注
1. ↑  1980年后，在中国出版的有关内蒙古民族自治运动的文献史料中，有关当局对其中的某些文字内容刻意进行了删除与篡改。比如：1997年为纪念内蒙古自治区成立50周年而出版的《中国第一个民族自治区诞生档案选编》（钱占元、张国发 编，远方出版社 1997年）所收录的《内蒙古自治政府施政纲领》中，就将第二条的“蒙古民族”这句话删除掉。

## 外部連結
- 聯省自治運動－－中國聯邦主義的實踐（上） （页面存档备份，存于）
- 聯省自治運動－－中國聯邦主義的實踐（下） （页面存档备份，存于）
- 吳稼祥: 兩種聯邦主義 （页面存档备份，存于）
- 中國的坦桑尼亞式聯合（页面存档备份，存于）